# Montbernard
Montbernard település Franciaországban, Haute-Garonne megyében. Lakosainak száma 211 fő (2022. január 1.). Montbernard Castéra-Vignoles, Escanecrabe, Lilhac, Mondilhan, Montesquieu-Guittaut, Péguilhan, Saint-Laurent és Salerm községekkel határos.

## Népesség
A település népességének változása:
| Lakosok száma | 318  | 251  | 230  | 209  | 220  | 221  | 222  | 217  | 215  | 211  |
|               | 1968 | 1982 | 1990 | 2006 | 2013 | 2015 | 2017 | 2019 | 2020 | 2022 |